# Dyrån
Dyrån är en liten välbevarad skogså i norra Hälsingland, Nordanstigs kommun. Den kommer från Gårdsjön ett par kilometer söder om gränsen mot Medelpad och mynnar efter ca 18 km i Bottenhavet vid Dyråsand. Det totala avrinningsområdet är 51 km². Ån är i nästan hela sitt lopp friskt strömmande, lutningen är i medeltal ca 7 m/km.
Dalgången är starkt präglad av skog och myr och fäbodar mer än jordbruk. Längs ån ligger t ex Vallbodarna och Gryttjesvallen, samt däremellan vandringsleden Vallstigen.
Förutom källsjön Gårdsjön (123 m ö h) märks även Yttre Dösjön (44 m ö h) som är belägen ca 5 km från mynningen. Största biflödet är Korrbäcken (från höger).